# Vera Rosenbeck
Vera Rosenbeck (født 14. juni 1996) er en dansk ungdomspolitiker, der tidligere har været formand for Danske Skoleelever. Rosenbeck er medlem af Liberal Alliances Ungdom (LAU), men tidligere medlem af Venstres Ungdom (VU) såvel som Socialistisk Folkepartis Ungdom (SFU).
Rosenbeck startede sin ungdomspolitiske karriere som medlem af SFU som 12-årig. I 2010 forlod hun SFU, og blev medlem af Danske Skoleelever (DSE). Rosenbeck blev i marts 2011 valgt som formand for DSE; den tredje yngste samt den formand i organisationens historie.
Da hun i 2014 blev medlem af Venstres Ungdom, vakte hun opsigt i et interview med Politiken om sin transformation fra socialist til liberalist. Efter folketingsvalget i 2015 skiftede Rosenbeck imidlertid til Liberal Alliances Ungdom.